# Republikanische Partei Deutschlands (1945)
Die Republikanische Partei Deutschlands (RPD, auch R.P.D.) war eine deutsche Kleinstpartei, die 1945 gegründet wurde. Sie war hauptsächlich in Hamburg und später in Berlin tätig. Einziger Vorsitzender der Partei war Wilhelm Dreusicke. 
Die RPD setzte sich für die sofortige Wiedervereinigung ein, wobei sie wirtschaftspolitisch eine „Synthese“ von Kapitalismus und Sozialismus anstrebte. Sie nahm an der Bürgerschaftswahl in Hamburg 1946 teil (0,1 %) und blieb noch bis etwa 1948 in Hamburg aktiv. Bis 1954 war sie in Berlin aktiv, wobei sie zunehmend nach rechts rückte. 1960 löste sie sich auf, Dreusicke trat in die FDP ein.